# Miel de naranjas
Miel de naranjas es una película española de 2012 dirigida por Imanol Uribe, basada en un guion original de Remedios Crespo que transcurre en los años siguientes a la guerra civil española.

## Sinopsis
Enrique (Iban Garate) es un soldado que ejerce de taquígrafo en el ejército. Mantiene una relación amorosa con Carmen (Blanca Suárez) cuyo tío, Don Eladio,  (Karra Elejalde) es un juez que va demostrando a Enrique su implacabilidad a la hora de ajusticiar a los presos que caen en sus manos. Al tener fácil acceso a documentación confidencial, Enrique entra en una organización clandestina que lucha contra el régimen.
Tras descubrir que en dicha organización también está implicada su prometida, Enrique y sus compañeros deben enfrentarse a difíciles retos que concluirán con un enfrentamiento directo con Don Eladio y el exilio de la pareja a Marruecos.

## Producción
Imanol Uribe grabó la mayoría de las escenas exteriores en zonas de Andalucía como Linares de la Sierra (Huelva) y Jerez de la Frontera (Cádiz) para recrear escenas con más colorido y luz, al contrario que la mayoría de las películas de posguerra habituales.
Además de un drama, el argumento es todo una película de suspense político "de múltiples matices que mostrará episodios poco conocidos de la historia española".
El rodaje en exteriores duró unas ocho semanas con la participación de unos 600 extras y con la recreación de numerosos escenarios utilizando localizaciones como el Cine Jerezano, que fue transformado en un cine de los años 50, o la plaza del Mercado en un mercado de la época.